# Osmophile
Osmophile Organismen wachsen ähnlich wie Halophile (salzliebende) in Habitaten mit geringer Wasseraktivität. Den wachstumsbegrenzenden Faktor stellen hier hohe Zuckerkonzentrationen dar. Sie schützen sich vor dem hohen  osmotischen Druck durch die Synthese von  kompatiblen Soluten. Fast alle osmophilen Organismen sind den Hefen zuzuordnen. 
Eine wichtige Rolle spielen osmophile Hefen als Verderbniserreger in der Zucker- und Süßwarenindustrie. Sie können Honig, Fruchtsirups, Fruchtsaftkonzentrate, Flüssigzucker, Pökellaken, in extremen Fällen auch Marzipan und Schuhcreme befallen. Zu diesen Hefen zählen: 
Saccharomyces rouxii; Saccharomyces bailii; Saccharomyces. bisporus var. mellis; Saccharomyces cerevisiae, Debaryomyces.